# Maróthy Zoltán
Maróthy Zoltán (Budapest, 1967. június 28. –) magyar heavy metal gitáros, énekes, dalszerző, zenei rendező és dalszövegíró, a Kőbányai Zenei Stúdió tanára. A KMK, az Ossian, a Fahrenheit, a Kiss Forever Band alapító tagja, Koncz Zsuzsa állandó gitárosa, az East korábbi tiszteletbeli tagja. Édesapja Maróthy János zenetörténész.

## Zenei Pályafutása
Kisgyerekként zongorázni tanult, de hat év után abbahagyta és áttért a gitárra. Gimnazista korában gitáros-énekesként tagja volt a KMK (Közveszélyes Műkedvelők) nevű együttesnek, ami miatt (illetve egy iskolai koncert miatt) kirúgták az iskolából. Többször felléptek a Pokolgép előzenekaraként, ahol Paksi Endre volt a basszusgitáros, akivel 1985-ben megalapította az Ossian-t (az első koncertjük 1986 nyarán volt, azt tekintették a hivatalos születésnapnak), aminek az 1994-es feloszlásáig tagja, és 1990-től zenekarvezetője is volt. Összesen nyolc lemezük jelent meg, ahol a gitár mellett minden lemezen 1-2 dalban énekelt is.
Az Ossian feloszlása után Vörös Gáborral és Tobola Csabával megalapította a Fahrenheit zenekart, ahol már az énekesi posztot is ő töltötte be, sőt a III. lemezen már szövegeket is jegyez. A csapat igazából sosem oszlott fel, de 2001-től a zenekar működése szünetel, bár 2006 februárjában ismét összeálltak egy koncert erejéig.
1995-ben néhány KISS fanatikus társával létrehozta a Kiss Forever Band zenekart, ami hobbiként indult, de idővel nagy népszerűségre tett szert, 2011-ben egy internetes szavazáson a világ négy legjobb Kiss Tribute együttesébe is bekerültek, ami miatt Las Vegas-ban is fel tudtak lépni. Az együttesei mellett sok albumon vendégeskedett, Koncz Zsuzsa zenekarában állandó gitáros, akinek a Tündérország c. lemezén már dalszerzőként is szerepel.

## Albumok

### Ossian
- 1986 – Demo 86 (demo)
- 1987 – Demo 87 (demo)
- 1988 – Acélszív
- 1989 – Félre az útból
- 1990 – A rock katonái
- 1991 – Ítéletnap
- 1992 – Kitörés
- 1992 – Ossian 86-92 (válogatáslemez)
- 1993 – Emberi dolgok
- 1994 – Keresztút

### Fahrenheit
- 1995 – Fahrenheit
- 1996 – Egyedül
- 1999 – III.

### Kiss Forever Band
- 2001 – Carnival of Songs
- 2003 – Plug it Out
- 2003 – Live and Loud

### Koncz Zsuzsa
- 1996 – Miénk itt a tér
- 1998 – Csodálatos világ
- 2006 – Egyszerű ez
- 2010 – Koncz Zsuzsa 37
- 2013 – Tündérország
- 2014 – Aréna 10
- 2016 – Vadvilág
- 2020 – Szabadnak születtél

### East
- 1992 – Taking the Wheel
- 1994 – Radio Babel
- 1995 – Két arc

### Egyéb közreműködései
- 1993 – Ákos: Karcolatok
- 1993 – Révész Sándor: 1993
- 1994 – Metal Lady: Azé a nő, aki megműveli
- 1997 – Popper Péter: Úton
- 1997 – L'art pour l'art Társulat: Winnetou
- 1999 – L'art pour l'art Társulat: A három testőr és a Jeti
- 2002 – Somewhere In Hungary – Tribute to Iron Maiden part 1. (1 dalt a Fahrenheit együttes játszik)
- 2003 – The Beaux Jaxon Band: Who I Am
- 2007 – 56 csepp vér (musical)
- 2012 – Mihály Tamás: Last Minute

### Szólólemezek
- 2021 – Mysterium

## Gitárjai
- Ibanez Artist – eredetileg a P.Box gitárosáé  Bencsik Sándoré volt, jelenleg a budapesti Rockmúzeumban van kiállítva.
- Ovation Pinnacle
- Kramer F-3000 – eredetileg a KISS gitárosáé, Bruce Kulické volt [2]
- Line 6 Variax 700
- Blade Durango
- Gibson Les Paul
- Fernandes Sustainer
- Squier Jazz Bass basszusgitár